# Istorija Butana
Butanska rana istorija je prožeta mitologijom i ostaje nejasna. Neke strukture pružaju dokaze da je region bio naseljen već 2000. godine p. n. e.. Prema legendi, ovim kraljem je vladao kuč-beharski kralj, Sangaldip, oko 7. veka p. n. e., ali nije mnogo poznato pre uvođenja tibetanskog budizma u 9. veku, kada su nemiri na Tibetu prisilili mnoge monahe da pobegnu u Butan. U 12. veku je osnovana škola Drukpa Kagju i ona ostaje dominantan oblik budizma u Butanu i danas. Politička istorija zemlje usko je povezana sa njenom verskom istorijom i odnosima između različitih manastirskih škola i manastira.
Butan je jedna od svega nekoliko zemalja koje su bile nezavisne tokom svoje istorije, nikada ih nije osvojila, zauzela ili njima upravljala spoljna sila (uprkos povremenog nominalnog vazalskog statusa). Iako se spekuliše da je postojalo Kraljevstvo Kamarupa ili Tibetansko carstvo od 7. do 9. veka, nedostaju čvrsti dokazi. Od vremena kad postoje su jasni istorijski zapisi, Butan je kontinuirano i uspešno branio svoj suverenitet.
Konsolidacija Butana dogodila se 1616. godine kada je Ngavanag Namgjal, lama sa zapadnog Tibeta poznat kao Zabdrung Rinpoče, pobedio tri tibetanske invazije, pokorio rivalske verske škole, kodifikovao Ca Jig, zamršen i sveobuhvatan sistem zakona, i uspostavio se kao vladar preko sistema crkvenih i civilnih administratora. Nakon njegove smrti, unutrašnji sukobi i građanski rat urušili su moć Zabdrunga tokom narednih 200 godina. Ugen Vangčuk je 1885. uspeo da konsoliduje vlast i počeo je da kultivira bliže veze sa Britancima na potkontinentu.
Godine 1907, Ugen Vangčuk je izabran za naslednog vladara Butana, krunisan 17. decembra 1907, i postavljen za šefa države kao Druk Gjalpo (Zmajski kralj). Kralj Ugen i Britanci su 1910. godine potpisali Punaški ugovor kojim je predviđeno da se Britanska Indija neće mešati u unutrašnje stvari Butana, ukoliko zemlja prihvati spoljne savete u svojim spoljnim odnosima. Kada je 1926. umro Ugen Vangčuk, njegov sin Džigme Vangčuk postao je vladar, a kada je Indija stekla nezavisnost 1947, nova indijska vlada je priznala Butan kao nezavisnu zemlju. Godine 1949, Indija i Butan potpisali su Ugovor o miru i prijateljstvu koji je predvideo da se Indija neće mešati u unutrašnje stvari Butana, već će voditi njegovu spoljnu politiku. Nasledio ga je 1952. godine njegov sin Džigme Dordži Vangčuk. Butan je polako počeo da izlazi iz svoje izolacije i započeo je program planiranog razvoja. Osnovani su Narodna skupština Butana, Kraljevska butanska armija i Kraljevski sud pravde, zajedno sa novim zakonikom. Butan je postao član Ujedinjenih nacija 1971.
Godine 1972, na tron je stupio Džigme Singe Vangčuk u svojoj 16. godini. On je stavio naglasak na moderno obrazovanje, decentralizaciju upravljanja, razvoj hidroelektriciteta i turizma, i poboljšanja u ruralnom razvoju. On je možda bio međunarodno najpoznatiji po svojoj sveobuhvatnoj razvojnoj filozofiji „bruto nacionalne sreće”. Ona prepoznaje da razvoj ima mnogo dimenzija i da sami ekonomski ciljevi nisu dovoljni. Zadovoljan tranzicijskim procesom demokratizacije Butana, abdicirao je u decembru 2006. godine, umesto da je čeka do proglašenja novog ustava 2008. Njegov sin Džigme Hesar Namgjel Vangčuk postao je kralj nakon očeve abdikacije.

## Praistorija
Neolitski alati pronađeni u Butanu govore o tome da su ljudi živeli u regionu Himalaja već najmanje 11.000 godina. Najraniji stanovnici Butana i okolnih himalajskih oblasti Južne Azije bili su ljudi iz civilizacije doline Inda.

## Poreklo i rano naseljavanje, 600–1600
Država Lomon (doslovno, južna tama) ili Monjul (mračna zemlja, referenca je na Monpe jedan od tibetansko-burmanskih naroda Butana), verovatno na deo Tibeta koji je tada bio izvan uticaja budističkih učenja. Smatra se da je Monjul postojao između 100. i 600. godine nove ere. Imena Lomon Cendendžong (južna država Mon sandalovine) i Lomon Kaši (južna država Mon sa četiri pristupa), pomenute su u drevnim butanskim i tibetanskim hronikama, takođe mogu imati verodostojnost, i pojedini butanski učenjaci su ih koristili kada govore o svojoj domovini. Varijacije sanskritskih reči Bhota-ant (kraj Bote) ili Bhu-uttan (sa značenjem visoravan) istoričari su predložili kao poreklo imena Butan, koje je ušlo u uobičajenu inostranu upotrebu krajem 19. veka, a koristi se u Butanu samo u zvaničnoj prepisci na engleskom jeziku. Tradicionalno ime zemlje od 17. veka bilo je Drukjul - zemlja Drukpe, Zmajev narod ili Zemlja gromovskog zmaja, što je referenca na dominantnu budističku sektu u zemlji.
Neki naučnici veruju da su tokom ranog istorijskog perioda stanovnici bili žestoki planinski aboridžini, Monpe, koji nisu imali ni tibetansko, ni mongolsko poreklo, koji su kasnije nadvladali severnim Butanom. Narod Monjula je praktikovao šamansku religiju, koja je isticala obožavanje prirode i postojanje dobrih i zlih duhova. Tokom poslednjeg dela ovog perioda, istorijske legende govore da je moćni kralj Monjula napao južnu regiju poznatu kao Duars, pokorio regione modernog Asama, Zapadnog Bengala i Bihara u Indiji.

### Prispeće budizma
Budizam je prvi put uveden u Butanu u 7. veku. Tibetanski kralj Songtsan Gampo (vladao 627–49), preobraćen u budizam, naredio je izgradnju dva budistička hrama, u Bumtangu u centralnom Butanu i na Kjiču (u blizini Para) u dolini Paro. Budizam je sistematski propagiran 746. pod kraljem Sindu Radžom (takođe Kundžom; Senda Gijab; Čakar Gijalpo), indijskim kraljem u progonstvu, koji je uspostavio vladu u Bumtangu u palati Čakar Guto.‍:35 ‍:13

## Literatura
- Savada, Andrea Matles (editor). A Country Study: Bhutan. Library of Congress Federal Research Division (September 1991). This article incorporates text from this source, which is in the public domain.
- Rose, Leo E. (1977), The Politics of Bhutan, Cornell University Press, ISBN 978-0-8014-0909-7
- Phuntsho, Karma (2013). The History of Bhutan. Nodia: Random House India. ISBN 9788184003116.
- Worden, Robert L. (1991), „Bhutan”,  Ур.: Savada, Andrea Matles, Nepal and Bhutan: Country Studies, Library of Congress. This article incorporates text from this source, which is in the public domain.
- Kinga, Sonam (2009), Polity, Kingship, and Democracy: A biography of the Bhutaneae state, Thimphu: Ministry of Education, OCLC 477284586, OL 24074384M
- Dorji, Chen-Kyo Tshering (1994). „Appendix III”. History of Bhutan based on Buddhism. Sangay Xam, Prominent Publishers. стр. 200. ISBN 81-86239-01-4. Приступљено 2011-08-12.
- Crossette, Barbara (2011). So Close to Heaven: The Vanishing Buddhist Kingdoms of the Himalayas. Vintage Departures. Random House Digital, Inc. ISBN 978-0-307-80190-6. Приступљено 2011-08-10.
- (Gter-ston), Padma-gliṅ-pa; Harding, Sarah (2003).  Harding, Sarah, ур. The life and revelations of Pema Lingpa. Snow Lion Publications. стр. 24. ISBN 1-55939-194-4. Приступљено 2011-08-10.
- Europa Publications (2002). Far East and Australasia. Regional surveys of the world: Far East & Australasia (34 изд.). Psychology Press. стр. 180—81. ISBN 1-85743-133-2. Приступљено 2011-08-08.
- Brown, Lindsay; Mayhew, Bradley; Armington, Stan; Whitecross, Richard W. (2007). Bhutan. Lonely Planet Country Guides (3 изд.). Lonely Planet. стр. 38—43. ISBN 978-1-74059-529-2. Приступљено 2011-08-09.
- Rennie, Frank; Mason, Robin (2008). Bhutan: Ways of Knowing. IAP. стр. 176. ISBN 978-1-59311-734-4. Приступљено 2011-08-10.
- Global Investment and Business Center, Inc. (2000). Bhutan Foreign Policy and Government Guide. World Foreign Policy and Government Library. 20. Int'l Business Publications. стр. 59—61. ISBN 0-7397-3719-8. Приступљено 2011-08-09.[мртва веза]
- United Nations. Economic and Social Commission for Asia and the Pacific (2004). Perspectives from the ESCAP region after the Fifth WTO Ministerial Meeting. ESCAP Studies in Trade and Investment. 53. United Nations Publications. стр. 66. ISBN 92-1-120404-6.
- „Bilateral relations”. Ministry of Foreign Affairs of Bhutan. Приступљено 4. 5. 2021.
- „Israel normalizes ties with Bhutan”. The Jerusalem Post | JPost.com (на језику: енглески). Приступљено 2020-12-12.
- Chaudhury, Dipanjan Roy. „Bhutan doesn't have diplomatic ties with any of the 5 UNSC permanent members”. The Economic Times. Приступљено 2021-10-19.
- Bedjaoui, Mohammed (1991), International Law: Achievements and Prospects, Martinus Nijhoff Publishers, стр. 51—, ISBN 92-3-102716-6
- „Foreign Relation and Trade”. Bhutan Portal online. Government of Bhutan. Архивирано из оригинала 2011-04-16. г. Приступљено 2011-03-29.
- „Constitution of the Kingdom of Bhutan (English)” (PDF). Government of Bhutan. 2008-07-18. Архивирано из оригинала (PDF) 2011-07-06. г. Приступљено 2010-10-13.
- Marian Gallenkamp (2010). „Between China, India and the Refugees: Understanding Bhutan's National Security Scenario” (PDF). Institute of Peace and Conflict Studies (IPCS). Приступљено 2013-02-05.
- Matteo Miele, Chinese Shadows on Bhutanese Independence after the Treaty of Punakha. The Tibetan Buddhist Connection and the British Diplomatic Action, in Seiji Kumagai (ed.), Buddhism, Culture and Society in Bhutan, Vajra Publications, Kathmandu, 2018, pp. 215–239
- Nayak, Nihar R. (септембар 2021). Political Changes in Nepal and Bhutan Emerging Trends in Foreign Policy in Post 2008 Period (PDF). Manohar Parrikar Institute for Defence Studies and Analyses. ISBN 978-81-953957-1-2.
- Thierry, Mathou (2004). „Bhutan-China Relations: Towards a new Step in Himalayan Politics” (PDF). The Spider and the Piglet: Proceedings of the First Seminar on Bhutan Studies. Centre for Bhutan Studies: 388—411. ISBN 99936-14-19-X. doi:10.11588/XAREP.00002625. Архивирано из оригинала (PDF) 05. 01. 2023. г. Приступљено 05. 07. 2023.
- „Ministry of Foreign Affairs of the Royal Government of Bhutan”. Government of Bhutan. Архивирано из оригинала 2018-02-27. г. Приступљено 2011-03-29.